# BMW 112
Il BMW 112, già BMW XII, era un motore aeronautico sperimentale a 12 cilindri a V invertita raffreddato a liquido progettato dalla tedesca BMW Flugmotorenbau GmbH nel 1930.

## Sviluppo
Lo sviluppo del BMW 112 si deve ad un bando del 1929 da parte di Reichswehr e Reichsmarine, rispettivamente le allora forze armate e marina militare tedesca, che richiedevano la realizzazione di un nuovo motore che occupasse la fascia tra i 20 ed i 30 litri di cilindrata. L'azienda bavarese nel 1930 aveva già progettato un motore, al quale era stato dato la denominazione BMW XII, e che non era ancora stato adeguatamente sviluppato. La sperimentazione del 112, nuova denominazione imposta dalle normative dell'RLM, che era già in atto dal 1932 si protrasse fino al 1934, anno in cui l'azienda decise di abbandonare il progetto in favore di un progetto parallelo denominato BMW 117